# Antoine-Athanase Royer-Collard
Antoine-Athanase Royer-Collard (Sompuis, 7 febbraio 1768 – Parigi, 27 novembre 1825) è stato un medico e psichiatra francese.
Era fratello minore del filosofo Pierre-Paul Royer-Collard (1763-1845).

## Biografia
Studiò medicina a Parigi, e nel 1802 conseguì il dottorato con una tesi sull'amenorrea ("Essai sur l'aménorrhée, soppressione ou du flusso menstruel").  Nel 1806 fu nominato capo medico presso il manicomio di Charenton e nel 1816 divenne professore di medicina legale all'Università di Parigi. Nel 1819 fu nominato alla prima cattedra di médecine mentale. Tra i suoi allievi più noti c'erano Antoine Laurent Bayle e Louis-Florentin Calmeil. 
Nel 1803 fondò il periodico "Bibliothèque médicale". Nel 1820 fu eletto membro dell'Académie nationale de médecine. Dopo la sua morte, avvenuta a Parigi nel 1825, la sua posizione allo Charenton fu ricoperta da Jean-Etienne-Dominique Esquirol.
Uno dei suoi famosi pazienti allo Charenton fu Donatien Alphonse François de Sade (1740-1814), meglio conosciuto come "Marchese de Sade", che trascorse gli ultimi undici anni della sua vita detenuto presso il manicomio. Royer-Collard protestò contro la prigionia di de Sade allo Charenton, credendolo sano di mente, e chiese che fosse messo in una prigione convenzionale.

## Nella cultura popolare
Una figura pesantemente romanzata di Royer-Collard funge da principale antagonista dell'opera Quills di Doug Wright. È ritratto come il crudele amministratore del Charenton Asylum e carceriere del marchese de Sade, che lo tortura come punizione per aver contrabbandato i suoi scritti fuori dall'ospedale e aver causato disagi tra gli altri pazienti.
Nell'adattamento cinematografico del 2000, Royer-Collard è interpretato da Michael Caine.